# Liste von Sakralbauten im Landkreis Fürth
Die Liste von Sakralbauten im Landkreis Fürth listet Kirchen, Kapellen und sonstige Sakralbauten im mittelfränkischen Landkreis Fürth auf.

## Liste
| Abbildung | Inneres | Name                             | Gemeinde / Ortsteil               | Konfession | Bauzeit             | Baustil / Bemerkungen |
| --------- | ------- | -------------------------------- | --------------------------------- | ---------- | ------------------- | --- |
|           |         | St. Peter und Paul               | Ammerndorf                        | ev.-luth.  | 1720–1730 (15. Jh.) | Saalkirche, Sandsteinquaderbau mit Walmdach, Langhaus verputzt, Turm steinsichtig mit Glockendach, im Kern spätmittelalterlich, Turm um 1720/30 neu errichtet, 1761 durch Johann David Steingruber barockisiert |
|           |         | Stadtkirche St. Cäcilia          | Cadolzburg                        | ev.-luth.  | 1750–1751 (14. Jh.) | Markgrafenkirche Spätbarocke Saalkirche, Sandsteinquaderbau mit Walmdach, von Johann David Steingruber 1750/51 anstelle eines Vorgängerbaus errichtet, Turmuntergeschosse 14. und erste Hälfte 15. Jahrhundert. |
|           |         | St. Otto                         | Cadolzburg                        | röm.-kath. | 1956–1957           | |
|           |         | St. Martin                       | Cadolzburg Roßendorf              | ev.-luth.  | 14. Jh.             | Chorturmkirche, Sandsteinquaderbau mit Satteldach, im Wesentlichen letztes Viertel 14. Jahrhundert, Chorturm mit Mansardwalmdach Ende 18. Jahrhundert |
|           |         | Burgkapelle                      | Cadolzburg Seckendorf             | ev.-luth.  | 14. Jh.             | Eingeschossiger Rechteckbau mit Satteldach und Dachreiter, Sandsteinquaderbau, östliches Giebelfeld verputzt, Ostteil 14. Jahrhundert, Westteil erste Hälfte 15. Jahrhundert |
|           |         | St. Johannes der Täufer          | Cadolzburg Zautendorf             | ev.-luth.  | 1835 (15. Jh.)      | Chorturmkirche, Sandsteinquaderbau mit Satteldach, zweite Hälfte 15. Jahrhundert, oberstes Turmgeschoss von „1591“ (bezeichnet), im 18. Jahrhundert barockisiert, 1835 weitgehende Neugestaltung von Langhaus und Altarraum |
|           |         | St. Wallburg                     | Großhabersdorf                    | ev.-luth.  | 14.–15. Jh.         | Sandsteinquaderbau mit Satteldach, Westturm mit Spitzhelm, untere Turmgeschosse und eingezogener Chor 14. Jahrhundert, Langhaus Mitte 15. Jahrhundert neu errichtet, Turmaufstockung zweite Hälfte 15. Jahrhundert, Barockisierung und Emporeneinbau 1726/28, Treppenhäuser in den Turmwinkeln 1909/10 erneuert                                      |
|           |         | St. Wallburga                    | Großhabersdorf                    | röm.-kath. | 1954                | |
|           |         | St. Bartholomäus                 | Großhabersdorf Oberreichenbach    | ev.-luth.  | 15. Jh.             | Sandsteinquaderbau mit Satteldach und eingezogenem Chor, zweite Hälfte 15. Jahrhundert, Fachwerk-Chortürmchen mit Spitzhelm wohl 18. Jahrhundert |
|           |         | St. Andreas                      | Großhabersdorf Unterschlauersbach | ev.-luth.  | 1720 (14. Jh.)      | Chorturmkirche, Sandsteinquaderbau mit Satteldach, Langhaus und Turmuntergeschoss im Kern erste Hälfte 14. Jahrhundert, verputzte Fachwerk-Turmobergeschosse nach 1720, Langhaus nach 1720 und 1845 zum Teil erneuert |
|           |         | St. Laurentius                   | Großhabersdorf Vincenzenbronn     | ev.-luth.  | 1748 (13. Jh.)      | Saalkirche, Massivbau mit Walmdach, Langhaus verputzt, Westturm aus Sandsteinquadermauerwerk 13./14. Jahrhundert und 1473, Langhaus im 17. Jahrhundert und 1748 erneuert, Turmpyramidendach von 1811 |
|           |         | Stadtkirche St. Trinitatis       | Langenzenn                        | ev.-luth.  | 15. Jh. 1388        | Ehemalige Klosterkirche des Augustinerchorherrenstiftes Dreischiffig basilikales Langhaus mit eingezogenem Chor und Chorseitenkapellen, Sandsteinquaderbau mit Satteldach, Turm nach 1388, Langhaus und Chor Anfang–Mitte 15. Jahrhundert, Turmkranzgeschoss mit Glockendach um 1773, Umbauten letztes Viertel 19. Jahrhundert                       |
|           |         | St. Marien                       | Langenzenn                        | röm.-kath. | 1973                | |
|           |         | St. Veit                         | Langenzenn Kirchfembach           | ev.-luth.  | 13. Jh 1725         | Chorturmkirche, Sandsteinquaderbau mit Satteldach und jüngeren Giebelgauben, Turm mit Walmdach, im Kern romanisch, Barockisierung 1725 |
|           |         | St. Georg                        | Langenzenn Laubendorf             | ev.-luth.  | 1400 15. Jh.        | Chorturmkirche, Sandsteinquaderbau mit Satteldach, Turm mit Spitzhelm, Langhaus und Teile des Turms um 1400, Portal bezeichnet „1488“, Chor und Turmausbau 15. Jahrhundert, Erneuerung Turmkranzgeschoss um 1668 |
|           |         | St. Lorenz                       | Oberasbach                        | ev.-luth.  | 15. Jh.             | Tonnengewölbte Saalkirche mit Satteldach, Chorturm mit Zeltdach, verputzter Sandsteinquaderbau, im Kern erste Hälfte 15. Jahrhundert, Fenster und Einwölbung des Langhauses sowie Emporeneinbauten um 1700 |
|           |         | St. Markus                       | Oberasbach Altenberg              | ev.-luth.  | 1977–1978           | |
|           |         | St. Johannes                     | Oberasbach Kreutles               | röm.-kath. | 1973–1975           | |
|           |         | St. Stephanus                    | Oberasbach Unterasbach            | ev.-luth.  | 1965                | |
|           |         | Hl. Geist                        | Obermichelbach                    | ev.-luth.  | 1660–1668           | Chorturmkirche, verputzter Sandsteinquaderbau mit Satteldach, Langhaus mit Holztonne, Turm mit Zeltdach 15. Jahrhundert, Langhaus 1660–68, im Kern älter |
|           |         | St. Wolfgang                     | Puschendorf                       | ev.-luth.  | 1489                | Saalkirche, Sandsteinquaderbau mit Satteldach, bezeichnet „1489“, Weihe 1491, Fachwerk-Dachtürmchen mit Haubendach 18. Jahrhundert |
|           |         | St. Laurentius                   | Roßtal                            | ev.-luth.  | 11. Jh.             | Saalkirche, Sandsteinquaderbau mit Satteldach und Giebelgauben, im Kern romanische Anlage mit Hallenkrypta, erste Hälfte 11. Jahrhundert, eingezogener Chor, zweite Hälfte 15. Jahrhundert, Westturm Ende 14./Anfang 15. Jahrhundert mit Welscher Haube von 1769                                                                                     |
|           |         | Christus König                   | Roßtal                            | röm.-kath. | 1951                | |
|           |         | St. Maria Magdalena              | Roßtal Buchschwabach              | ev.-luth.  | 1882–1883 (14. Jh.) | Chorturmkirche, Sandsteinquaderbau mit Satteldach, Chorturm mit Zeltdach, Chorgeschoss des Turms 14. Jahrhundert, Turmobergeschoss erste Hälfte 15. Jahrhundert, neugotisches Langhaus mit Westchor, 1882/83 von Hermann Steindorff |
|           |         | St. Aegidius                     | Roßtal Buttendorf                 | ev.-luth.  | 1510 (14. Jh.)      | Saalkirche, verputzter Massivbau mit Walmdach und Dachreiter mit Glocke, im Kern 14. Jahrhundert, Chor 1510, Zugang bezeichnet „1585“, umfassende Instandsetzung 1779 |
|           |         | Maria Königin                    | Roßtal Clarsbach                  | röm.-kath. | 1959                | Turmneubau 1995–1996 |
|           |         | St. Ägidius                      | Roßtal Weitersdorf                | ev.-luth.  | 13./14. Jh.         | Kapellenartiger Rechteckbau, Sandsteinquaderbau mit Satteldach und Dachreiter mit Glocke, Ostgiebel holzverkleidet, 13./14. Jahrhundert, Altarraum Anfang 16. Jahrhundert, Teilumbau nach 1828, neugotisches Portal nach 1900 |
|           |         | St. Katharina                    | Seukendorf                        | ev.-luth.  | 14. Jh.             | Saalkirche aus Sandsteinquadermauerwerk mit Satteldach, Langhaus 14. Jahrhundert, Turm mit Spitzhelm und eingezogener Chor zweite Hälfte 15. Jahrhundert, anstelle eines Vorgängerbaus, Einbau der Langhaustonne um 1715 und Turmerhöhung um 1735 |
|           |         | Martin-Luther-Kirche             | Stein b. Nürnberg                 | ev.-luth.  | 1861                | Neugotische Saalkirche, Sandsteinquaderbau mit Satteldach und südlichem Mittelturm mit Zeltdach, 1861 von Baurat Bernhard Solger, erweitert „1911“ (bezeichnet) |
|           |         | St. Albertus Magnus              | Stein b. Nürnberg Deutenbach      | röm.-kath. | 1989                | |
|           |         | Paul-Gerhardt-Kirche             | Stein b. Nürnberg Deutenbach      | ev.-luth.  | 1992                | |
|           |         | St. Jakobus                      | Stein b. Nürnberg Oberweihersbuch | ev.-luth.  | 1928                | expressionistischer massiver Saalbau mit geschweiftem Bohlenbinderdach, westlicher Mittelturm mit Spitzhelm, 1928 errichtet |
|           |         | Friedenskirche                   | Tuchenbach                        | ev.-luth.  | 2000                | |
|           |         | St. Veit                         | Veitsbronn                        | ev.-luth.  | 14. Jh.             | Chorturmkirche, Sandsteinquaderbau mit Satteldach, Langhaus verputzt, im Wesentlichen zweite Hälfte 14. Jahrhundert, Emporeneinbauten zweite Hälfte 15. und zweite Hälfte 17. Jahrhundert, Turmhelm zweite Hälfte 18. Jahrhundert |
|           |         | Hl. Geist                        | Veitsbronn                        | röm.-kath. | 1962–1964           | |
|           |         | Hauptkirche St. Martin und Maria | Wilhermsdorf                      | ev.-luth.  | 1705–1714           | Dreischiffige Hallenkirche, verputzter Massivbau mit Satteldach, Nordturm mit Haubendach und südlicher Schaufassade, barock, 1705–14, nach Entwurf von Joseph Greissing |
|           |         | St. Michael                      | Wilhermsdorf                      | röm.-kath. | 1961–1963           | |
|           |         | Spitalkirche                     | Wilhermsdorf                      | ev.-luth.  | 1718–1727           | Saalbau mit polygonalem Chorschluss, verputzter Massivbau mit Satteldach und Chordachreiter, 1718/27 |
|           |         | St. Peter und Paul               | Wilhermsdorf Kirchfarrnbach       | ev.-luth.  | 1891 15. Jh.        | Sandsteinquaderbau mit Satteldach, Chorturm mit Spitzhelm 15. Jahrhundert, neugotisches Langhaus 1891 von Architekt Kiefer |
|           |         | Stadtkirche St. Rochus           | Zirndorf                          | ev.-luth.  | 14. Jh.             | Gotische Saalkirche, Sandsteinquaderbau mit Satteldach, Langhaus im Kern 14. Jahrhundert, Turm mit Portal bezeichnet mit „1412“, Seitenschiffanbau um 1460, Chorraumverlängerung 1510, erstes Viertel 18. Jahrhundert barocke Neuausstattung und Einbau von Holztonne und Emporen, Turmhaube 1783, neugotisches Nordportal 1853, Sakristeianbau 1902 |
|           |         | St. Josef der Arbeiter           | Zirndorf                          | röm.-kath. | 1966                | |